# La Sirène (roman)
Pour les articles homonymes, voir La Sirène.
La Sirène (titre original : Sjöjungfrun) est un roman policier de Camilla Läckberg, publié en Suède en 2008. La version française paraît le 6 juin 2012 aux éditions Actes Sud dans la collection Actes noirs.

## Résumé
Un homme a disparu, un autre reçoit des lettres de menaces sur son livre.

## Personnages
- Magnus Kjellner : l'homme qui a mystérieusement disparu.
- Cia Kjellner : femme de Magnus avec qui elle a deux enfants, Ludvig et Elin.
- Patrik Hedström : policier et enquêteur sur la disparition de Magnus Kjeller, mari d'Erica Falck et père de Maya.
- Erica Falck :  auteure de biographies qui a aidé Christian Thydell dans l'écriture de son livre. Erica va, contre l'avis de son mari, Patrik Hedström, mener l'enquête sur la disparition de Magnus Kjellner.
- Anna Falck : sœur d'Erica, femme de Dan Karlsson.
- Christian Thydell : écrivain du roman La Sirène dont il obtient de très bonnes critiques.
- Sanna Thydell : femme de Christian Thydell et mère de ses enfants Nils et Melker.
- Gösta Flygare : policier.
- Martin Molin : policier et amis de Patrik Hedström.
- Bertill Mellberg : chef du commissariat de Fjällbacka.
- Paula Morales : policier. Conjointe de Johanna avec qui elle à un fils Léo.
- Gaby Von Rosen : éditrice de la maison d'édition qui publie La Sirène.
- Erik Lind : promoteur immobilier sur Fjällbacka, mari de Louise Lind.
- Cecilia Jandotter : coiffeuse sur Fjällbacka et amante d'Erik Lind.
- Kenneth Bengtsson : ami d'enfance et associé d'Erik Lind.
- Gunnel : libraire à Fjällbacka.

## Éditions en français
Édition imprimée originale
- Camilla Läckberg (trad. du suédois par Lena Grumbach), La Sirène [« Sjöjungfrun »], Arles, Actes Sud, coll. « Actes noirs », 6 juin 2012, 413 p., 24 cm (ISBN 978-2-330-00892-5, BNF 42689604)

Édition en gros caractères
- Camilla Läckberg (trad. du suédois par Lena Grumbach), La Sirène [« Sjöjungfrun »], Cergy-Pontoise, À vue d'œil, coll. « 16-17 : suspense », février 2013, 815 p., 24 cm (ISBN 978-2-84666-748-7, BNF 43552141)Édition en deux volumes référencés ensemble.

Livre audio
- Camilla Läckberg (trad. Lena Grumbach), La Sirène [« Sjöjungfrun »], Paris, Audiolib, 12 septembre 2012 (ISBN 978-2-35641-501-1, BNF 42740747)Narrateur : Jean-Christophe Lebert ; support : 2 disques compacts audio MP3 ; durée : 15 h 56 min environ ; référence éditeur : Audiolib 25 0574 1.

Édition au format de poche
- Camilla Läckberg (trad. du suédois par Lena Grumbach), La Sirène [« Sjöjungfrun »], Arles, Actes Sud, coll. « Babel noir » (no 133), 6 mai 2015, 526 p., 18 cm (ISBN 978-2-330-05125-9, BNF 44327433)